# Голубое озеро (Самарская область)
Голубое озеро — озеро в Сергиевском районе Самарской области России, памятник природы регионального значения.

## Расположение
Расположено у границы с Исаклинским районом, недалеко от села Старое Якушкино. Озеро находится на расстоянии около 130 км от Самары, в 1,5 км от села Самсоновка Исаклинского района и 3 км от села Старое Якушкино Сергиевского района. Озеро получило своё название за интенсивную изумрудно-голубую окраску воды. Расположено в карстовой воронке, чем и объясняется круглая форма.

## Исследования
Впервые описано путешественником и учёным П. С. Палласом и академиком И. И. Лепёхиным в 1768 году. Лепёхин описал мощный серный ключ, создающий болотину и впадающий в речку Шунгут, отметив, что вода столь богата химическими соединениями, что её не пьют и не дают скоту. Паллас привёл размеры серного озера: 126 на 95 м, а также отметил наличие серного ключа «страшной» глубины, питающего озера. Кроме того он описал два соседних более мелких источника. В целом описание не совсем соответствует современному виду, что объясняется тем, что карстовое озеро периодически меняет очертания.
Впервые озеро в виде, близком к современному, описал в 1848 году писатель И. А. Аксаков в своих «Письмах с серных вод к родителям»: 

…Что за красота!.. Оно голубо от преломления лучей в этой светлой серной воде. Озеро или озерко — глубоко, говорят, до двадцати сажен и идёт вниз воронкой… Но ещё краше сама степь, и горы, и ковыль! Что за роскошь!..
Спустя ещё три года, в 1851 году, озеро было подробно описано оренбургским краеведом П. С. Лосиевским. По его описанию озеро имело диаметр 16 метров, глубину около 40 метров.
В 2003—2005 году озеро было детально промерено и исследовано, проведено водолазное картирование.

## Описание
Озеро представляет собой карстовую воронку с уклоном стен 70—90° и небольшой отмелью на южной стороне воронки в месте выхода серного ручья. Дно воронки находилось в 2003 году на уровне 15 метров, кроме того в южной части дно образовывало провал глубиной до 3 метров, таким образом максимальная глубина составила 18 м. На дне провала и на южной стенке воронки находится несколько крупных отверстий диаметром от 30 до 50 см, из которых бьют ключи.
Диаметр озера составил 42 метра, площадь водного зеркала — 1086,31 м². Постоянная среднегодовая температура 7,6 °C, варьирующаяся от 6,8 °C у дна до 8,8 °C у поверхности, зимой не замерзает. Прозрачность воды достигает 18 метров, то есть днём при хорошем освещении озеро просматривается и вертикально и горизонтально. По данным исследования 1937 года расход воды в потоке из озера составлял 6220 м³/сутки. Такой мощный напор воды был использован в 1960-х годах НГДУ «Сергиевск-нефть», закачивавшем воду в нефтяные пласты при нефтедобыче. В настоящее время система подачи воды в нефтяные пласты отключена, но поток в реку Шунгут представляет собой лишь узкий ручей, что свидетельствует об изменении гидрологии озера.
В апреле 2013 года случился провал дна, в результате глубина озера увеличилась ещё на 10 метров, при этом открылся вход в тоннель, по которому поступает вода из глубинных источников. Тоннель имеет достаточно большое сечение и пока не изучен. Самарские водолазы погрузились в него до глубины в 34 метра. Казанские водолазы погружались в него до глубины 38 метров.
Впоследствии оползень закрыл вход в тоннель. В настоящее время глубина озера составляет 21 метр.

## Вода
Вода относится к «сероводородным сульфатно-кальциевым гипсовым водам». Основные элементы в составе воды Голубого озера представлены в таблице ниже
| Химические компоненты | Единица измерения | Концентрация | ПДК для рыбохозяйственных водоёмов |
| --------------------- | ----------------- | ------------ | ---------------------------------- |
| Общая сумма ионов     | мг/дм³            | 2248,05      | 1000                               |
| Растворённый кислород | мг O²/дм³         | 7,2          | 6,0                                |
| Сульфаты              | мг/дм³            | 1310         | 100                                |
| Сероводород           | мг/дм³            | 0,08         | отсутствует                        |
| Кальций               | мг/дм³            | 541,08       | 100                                |
| Гидрокарбонаты        | мг/дм³            | 250,1        | 400                                |
| Фосфаты (по фосфору)  | мг/дм³            | 0,33         | 0,2                                |
| Магний                | мг/дм³            | 51,07        | 50                                 |
| Натрий                | мг/дм³            | 42,5         | 200                                |
| Медь                  | мг/дм³            | 0,001        | 0,001                              |
| Свинец                | мг/дм³            | 0,005        | 0,006                              |
| Хлориды               | мг/дм³            | 53,3         | 300                                |
| Фториды               | мг/дм³            | 1,08         | 1,5                                |
| Общая жесткость       | ммоль/дм³         | 31,2         |                                    |

## Флора
Единственным представителем многоклеточных водорослей являются харовые водоросли, пояс которых опускается до глубины 4—5 метров, наиболее хорошо развитые на мелководной отмели. Дно озера покрыто наслоениями серобактерий, образующих бактериальные маты. Их слой варьируется от 2 до 10 см на вертикальных стенках и превышает 1,5 метра на дне. В эулиторали озера масса бактериального ила смешивается с береговым грунтом, ил жирный на ощупь, с заметным запахом сероводорода.
Сплавина состоит из зелёных мхов Fontinalis antipyretica толщиной до 20 см.

## Фауна
В озере обнаружено 4 типа многоклеточных животных: кольчатые черви — 1 вид, моллюски — 3 вида, членистоногие — 15 видов, хордовые — 1 вид. Вершиной пищевой цепочки является единственное позвоночное — озёрная лягушка (Rana ridibunda), однако она не размножается в озере, а мигрирует с соседних водоёмов.

## Галерея

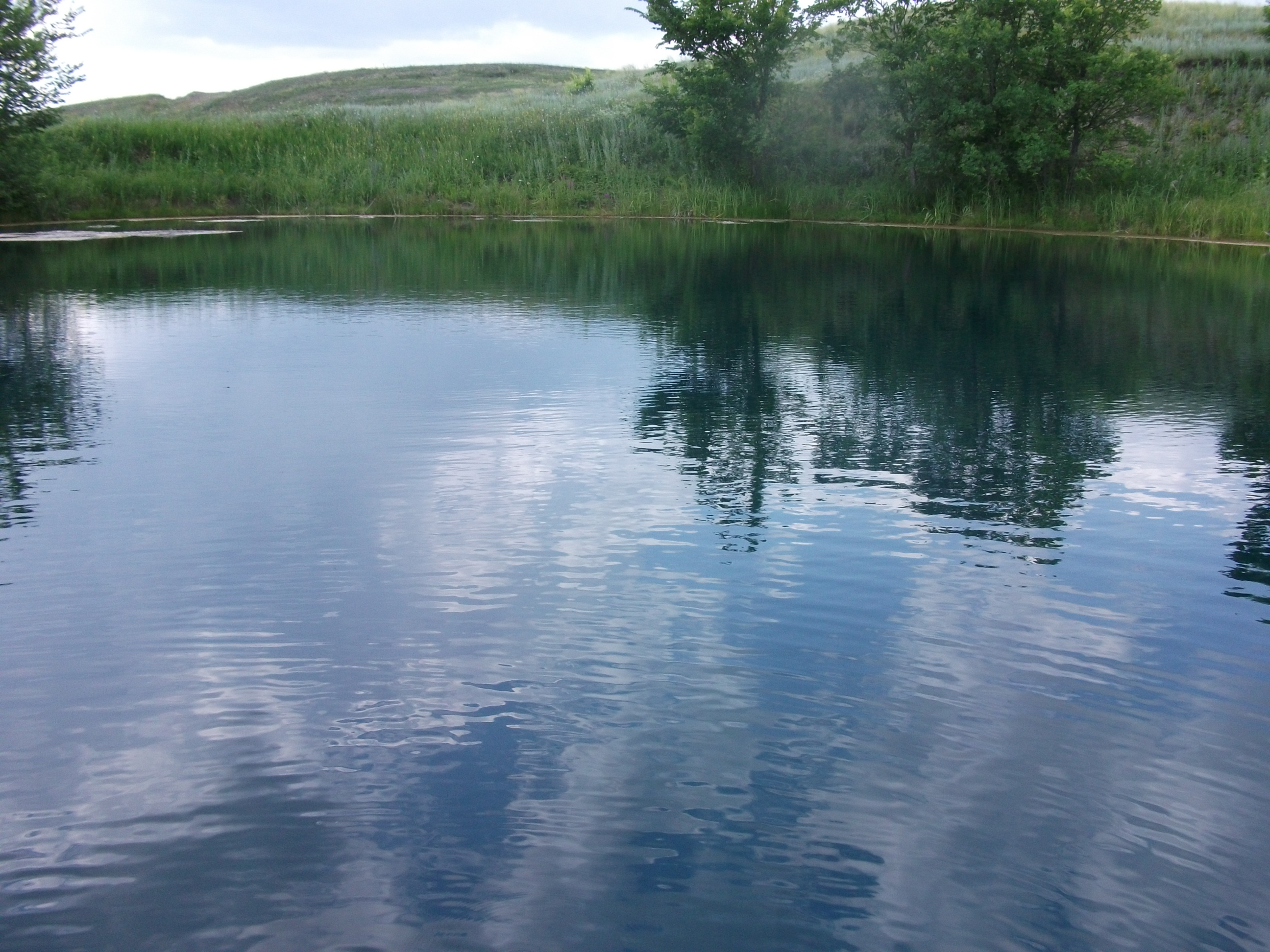
Поверхность озера
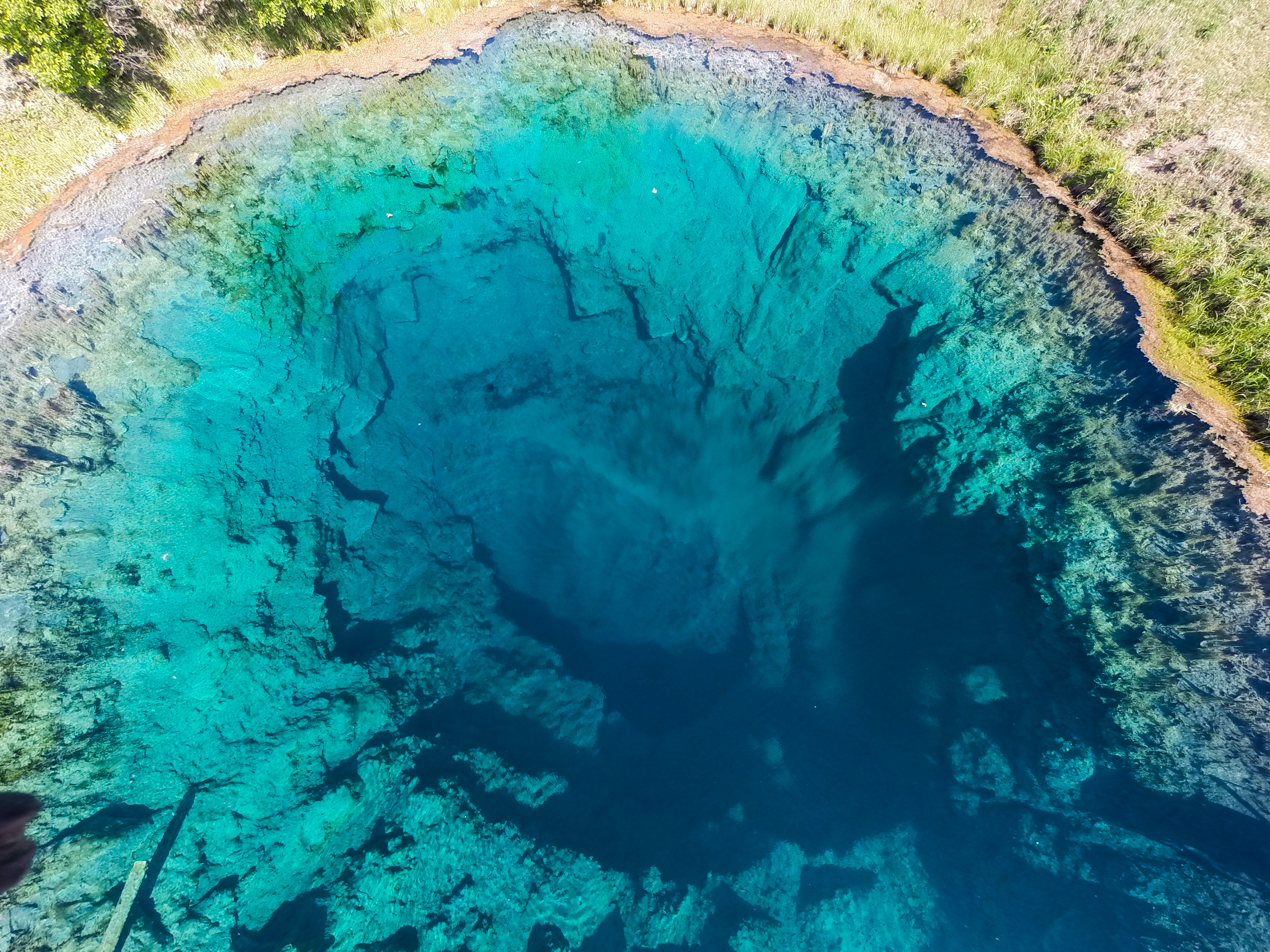
Взгляд в глубину с летательного аппарата
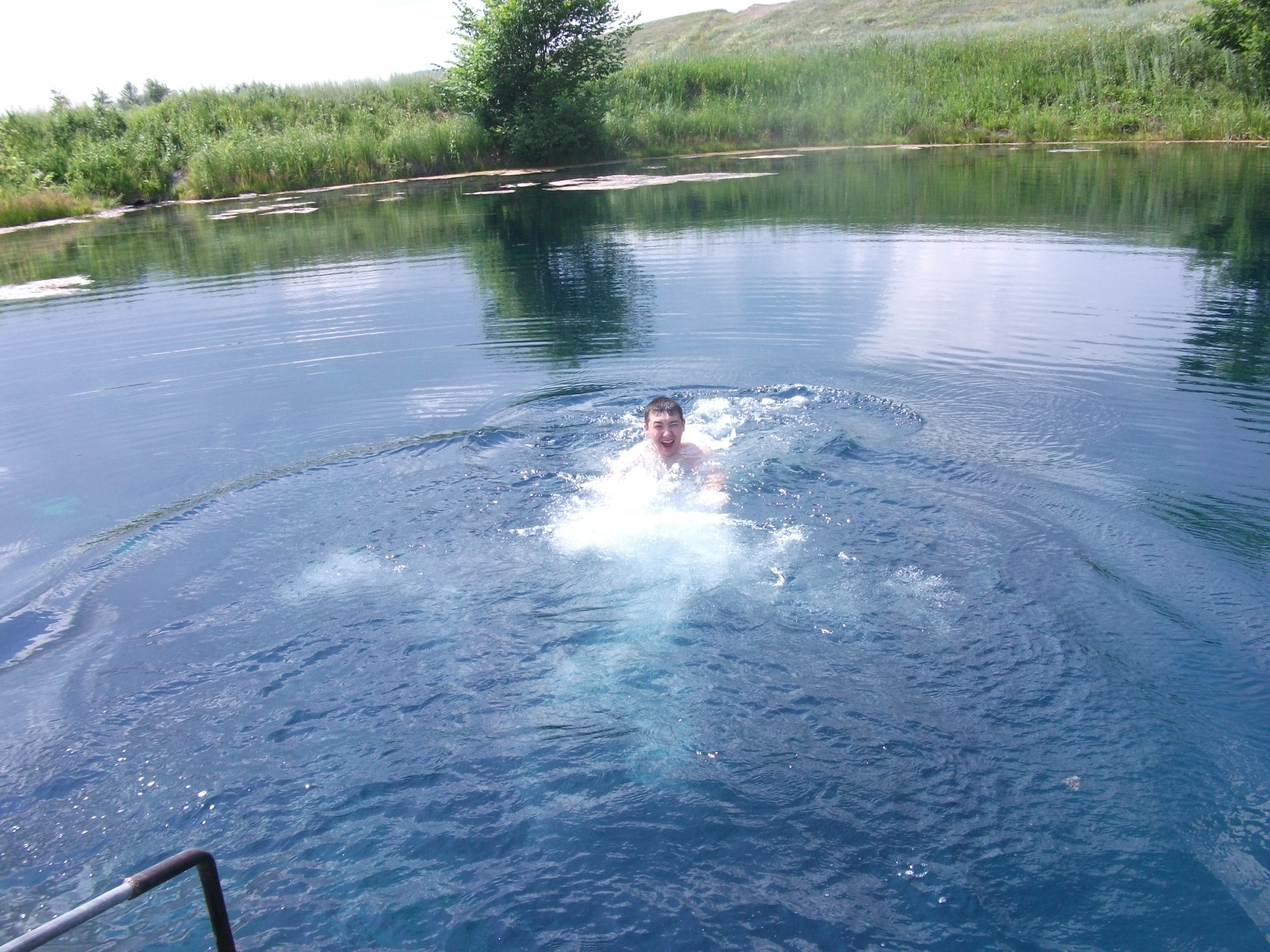
Когда кто-то купается, голубой цвет воды виден ещё более отчётливо
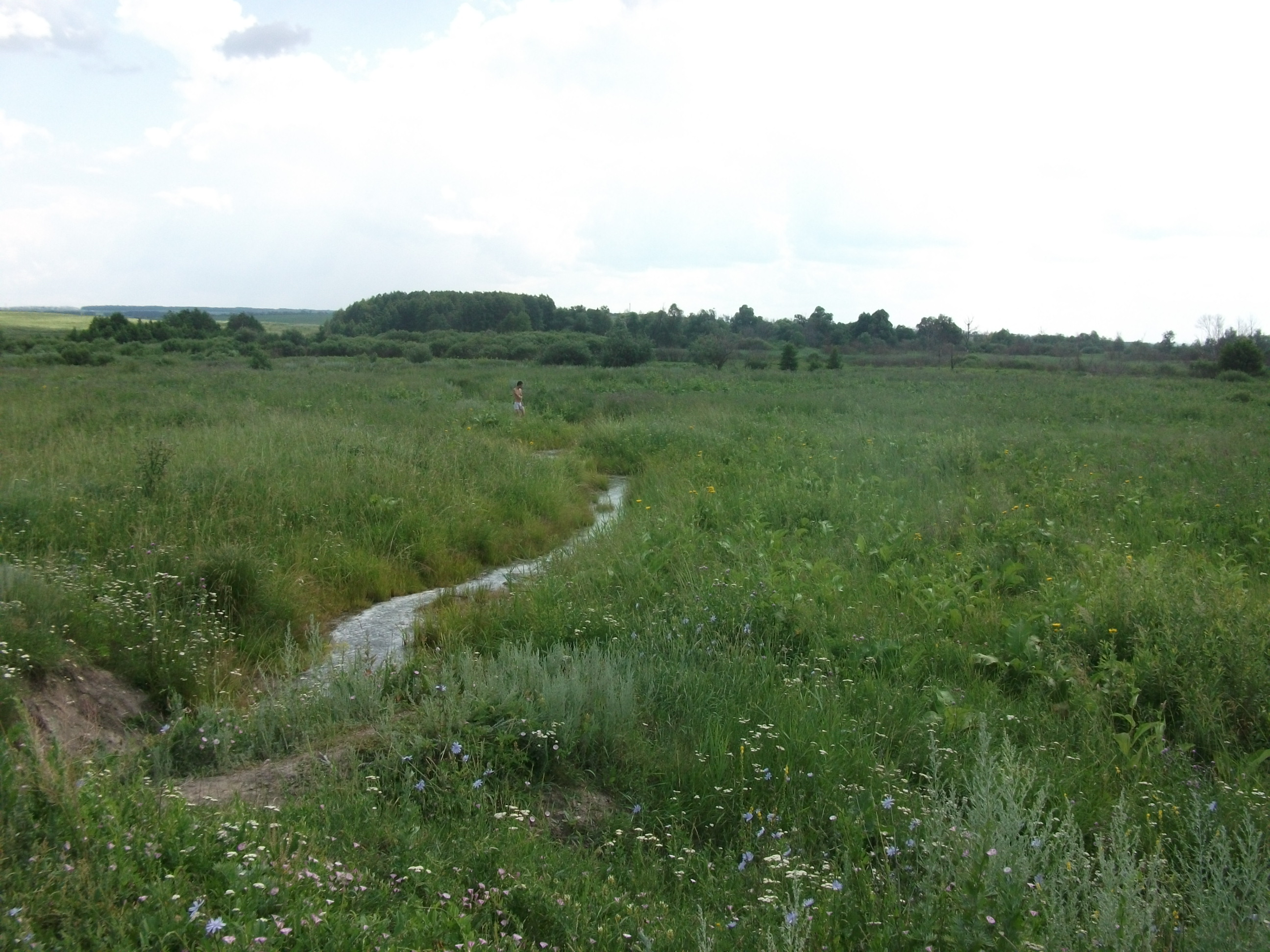
Вытекающий из озера ручей
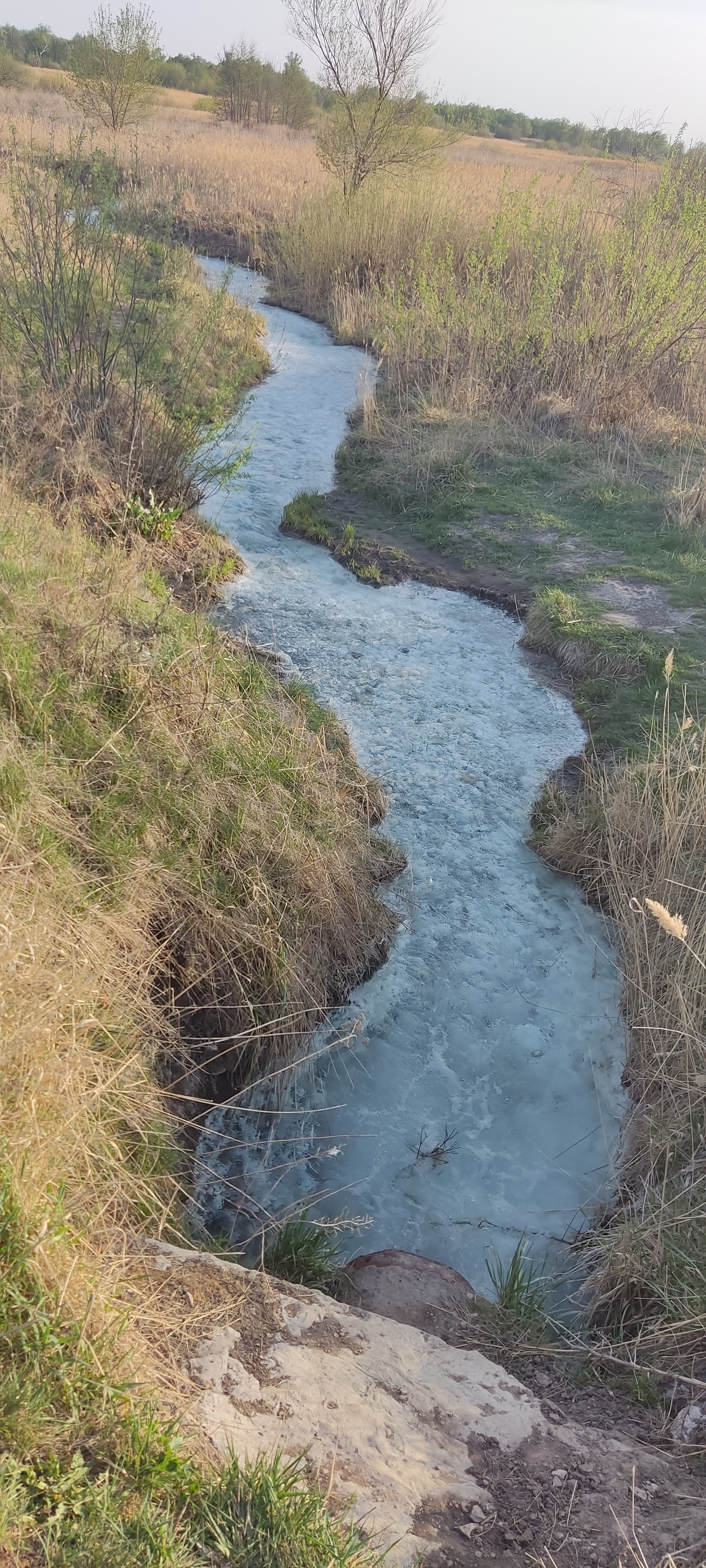